# Список вице-президентов Вьетнама
Вице-президент Социалистической Республики Вьетнам (вьет. Phó chủ Tịch của Việt nam) — второе лицо государства Вьетнам, заместитель Президента. С 1981 по 1992 годы должность называлась «заместитель председателя Государственного совета». 

## Описание должности
Вице-президент назначается по представлению и рекомендации президента СРВ Национальному собранию. Президент также может рекомендовать вице-президенту уволиться и уйти в отставку. 
Основной обязанностью вице-президента является оказание помощи президенту в выполнении его обязанностей — в определённых случаях вице-президент может быть уполномочен президентом заменить его при выполнении некоторых своих обязанностей. Если президент не может выполнять его обязанности, вице-президент становится исполняющим обязанности президента. 
В случае вакансии вице-президент остаётся исполняющим обязанности председателя до тех пор, пока Национальное Собрание не изберёт нового президента. 

## Вице-президентыДемократической Республики Вьетнам(1960—1976)
| No. | No. | Имя                          | Вступление в должность | Уход с должности | Президент                 | Фото |
| --- | --- | ---------------------------- | ---------------------- | ---------------- | ------------------------- | ---- |
| 1   | 1   | Тон Дык Тханг (1888—1980)    | 1960                   | 23 сентября 1969 | Хо Ши Мин (1945—1969)     |      |
| 2   | 2   | Нгуен Лыонг Банг (1904—1979) | 22 сентября 1969       | 2 июля 1976      | Тон Дык Тханг (1969—1976) |      |
| 3   | 3   | Нгуен Хыу Тхо (1910—1996)    | 25 апреля 1976         | 2 июля 1976      | Тон Дык Тханг (1976—1980) |      |

## Вице-президентыСоциалистической Республики Вьетнам(1976—настоящее время)

### Вице-президенты (1976—1981)
| No. | No. | Имя                          | Вступление в должность | Уход с должности | Президент                 | Фото |
| --- | --- | ---------------------------- | ---------------------- | ---------------- | ------------------------- | ---- |
| 2   | 1   | Нгуен Лыонг Банг (1904—1979) | 2 июля 1976            | 2 сентября 1979  | Тон Дык Тханг (1976—1980) |      |
| 3   | 2   | Нгуен Хыу Тхо (1910—1996)    | 2 июля 1976            | 4 июля 1981      | Тон Дык Тханг (1976—1980) |      |

### Заместители председателя Государственного совета (1981—1992)
| No. | No. | Имя                        | Вступление в должность | Уход с должности | Глава государства                             | Фото                                             |
| --- | --- | -------------------------- | ---------------------- | ---------------- | --------------------------------------------- | ------------------------------------------------ |
| 3   | 2   | Нгуен Хыу Тхо (1910—1996)  | 4 июля 1981            | 19 июля 1992     | Чыонг Тинь (1981—1987) Во Ти Конг (1987—1992) |                                                  |
| 6   | 3   | Тю Хюи Ман (1913—2006)     | 4 июля 1981            | Декабрь 1986     | Чыонг Тинь (1981—1987)                        |                                                  |
| 7   | 4   | Суан Тхюи (1912—1985)      | 4 июля 1981            | июль 1982        | Чыонг Тинь (1981—1987)                        | A middle-aged man wearing a tie and a black suit |
| 8   | 5   | Ле Тхань Нги (1911—1989)   | Июль 1982              | Декабрь 1986     | Чыонг Тинь (1981—1987)                        |                                                  |
| 9   | 6   | Хюинь Тан Фат (1913—1989)  | 1982                   | 1989             | Чыонг Тинь (1981—1987) Во Ти Конг (1987—1992) |                                                  |
| 10  | 7   | Нгуен Кует (1922—2024)     | 19 апреля 1987         | 19 июля 1992     | Во Ти Конг (1987—1992)                        |                                                  |
| 11  | 8   | Дам Куанг Чунг (1921—1995) | 19 апреля 1987         | 19 июля 1992     | Во Ти Конг (1987—1992)                        |                                                  |
| 12  | 9   | Ле Куанг Дао (1921—1999)   | 19 апреля 1987         | 19 июля 1992     | Во Ти Конг (1987—1992)                        |                                                  |
| 13  | 10  | Нгуен Тхи Динь (1920—1992) | 19 апреля 1987         | 19 июля 1992     | Во Ти Конг (1987—1992)                        |                                                  |

### Вице-президенты (1992 — настоящее время)
| No. | No. | Имя                             | Вступление в должность | Уход с должности | Президент                                              | Фото |
| --- | --- | ------------------------------- | ---------------------- | ---------------- | ------------------------------------------------------ | ---- |
| 14  | 11  | Нгуен Тхи Бинь (род. 1928)      | 8 октября 1992         | 12 августа 2002  | Ле Дык Ань (1992—1997) Чан Дык Лыонг (1997—2006)       |      |
| 15  | 12  | Чыонг Ми Хоа (род. 1944)        | 12 августа 2002        | 25 июля 2007     | Чан Дык Лыонг (1997—2006) Нгуен Минь Чьет (2006—2011)  |      |
| 16  | 13  | Нгуен Тхи Доан (род. 1951)      | 25 июля 2007           | 8 апреля 2016    | Нгуен Минь Чьет (2006—2011) Чыонг Тан Шанг (2011—2016) |      |
| 17  | 14  | Данг Тхи Нгок Тхинь (род. 1959) | 8 апреля 2016          | 6 апреля 2021    | Чан Дай Куанг (2016—2018) Нгуен Фу Чонг (2018—2021)    |      |
| 18  | 15  | Во Тхи Ань Суан (род. 1970)     | 6 апреля 2021          | Настоящее время  | Нгуен Суан Фук (2021—2023) Во Ван Тхыонг (2023—2024)   |      |